# AMC Pacer
O Pacer é um modelo esportivo compacto da American Motors Corporation.O Pacer está na lista dos carros mais feios do mundo, assim como seu irmão AMC Gremlin. O estrelato mais famoso do Pacer foi aparecer em Wayne's World, e também nas versões limousine e conversível em Wayne's World 2. Também aparece em Starstruck na cor cor-de-rosa e também aparece em versão animada em carros 2 (filme)